# Tópicos essenciais de biologia celular
Uma pergunta razoável numa determinada área do conhecimento, quando um professor vai preparar um curso é: "Quais os conteúdos que devem ser abordados nessa área para esse determinado público?". Nesse sentido, fizemos uma pesquisa junto a várias universidades no Brasil de quais seriam os tópicos de biologia celular que são ensinados nos cursos de graduação da área biomédica. Como mostramos em nosso artigo, existe uma grande variação na carga horária e na própria escolha dos temas a serem estudados.  Nesta página, estendemos nossa pergunta e tentamos levantar quais os tópicos que devem ser discutidos dentro de cada tema de biologia celular.
Esperamos que essa lista contribua para professores da área prepararem seus cursos e para que alunos focarem nos tópicos mais importantes.

### Membrana
A classificação "Nível" se refere ao nível de abstração do conceito, conforme definido pela hierarquia do conhecimento de Bloom: A: conceito abstrato, B: conceito intermediário, C: conceito objetivo.
| sub-tópico       | tipo      | assunto           | nível | conceito | ref.   |
| conceitos gerais | conceito  | função            | A     | A membrana serve para manter a diferença na composição de compartimentos | [ 2 ]  |
| conceitos gerais | conceito  | teoria            | A     | A membrana participa de transporte de informação e interconversão de energia | [ 2 ]  |
| conceitos gerais | conceito  | evolução          | B     | Invaginações da membrana plasmática formam compartimentos internos, e o retículo forma núcleo.                                                                                                | [ 2 ]  |
| conceitos gerais | conceito  | estrutura         | B     | A membrana é um fluido de duas dimensões | [ 3 ]  |
| conceitos gerais | conceito  | estrutura/ função | A     | Existem vários níveis de função para a estrutura das moléculas | [ 2 ]  |
| lipídeos         | conceito  | composição        | A     | Existe uma relação entre a estrutura com a função, para cada componente molecular da membrana                                                                                                 | [ 2 ]  |
| lipídeos         | conceito  | composição        | C     | Fosfolipídeos são compostos de (ácido graxo (saturado ou não) + glicerol + fosfato + resíduo)                                                                                                 | [ 4 ]  |
| lipídeos         | conceito  | composição        | C     | Fosfolipídeos são anfipáticos: hidrofílicos e hidrofóbicos | [ 4 ]  |
| lipídeos         | conceito  | estrutura         | C     | A membrana se organiza espontaneamente. |        |
| lipídeos         | discussão | estrutura         | B     | Diferentes tipos de lipideos formam micelas e vesículas? | [ 5 ]  |
| lipídeos         | conceito  | estrutura         | C     | Podem acontecer movimentos laterais e dobramento, mas em geral não a troca de lado | [ 2 ]  |
| lipídeos         | conceito  | estrutura         | C     | Interações eletrostáticas acontecem entre as cabeças e a água: as caudas se organizam por exclusão                                                                                            | [ 4 ]  |
| lipídeos         | exemplo   | estrutura         | C     | A criofratura demonstra as interações entre os lipídeos |        |
| lipídeos         | conceito  | estrutura         | C     | As vesículas de membrana são autoselantes |        |
| lipídeos         | exemplo   | estrutura         | C     | As membranas lipídicas formam “microssomas”. |        |
| lipídeos         | conceito  | função            | B     | Moléculas mais apolares e menores passam mais fácilmente pela membrana. | [ 2 ]  |
| lipídeos         | exemplo   | função            | C     | As células tem diferentes aquaporinas, e elas estão envolvidas em funções diferentes. | [ 6 ]  |
| lipídeos         | conceito  | função            | B     | Experimentalmente podemos fazer um modelo elétrico da célula. |        |
| lipídeos         | exemplo   | função            | C     | A medida da condutividade ao longo do tempo demonstra o crescimento por vesículas | [ 7 ]  |
| lipídeos         | conceito  | estrutura         | C     | Diferentes tipos de fosfolipídeos | [ 4 ]  |
| lipídeos         | exemplo   | estrutura         |       | -Fosfatidilserina: carregada negativamente, é utilizada como sinalizazção para o mecanismo de apoptose; - Fosfatidilcolina: mais comuns                                                       | [ 8 ]  |
| lipídeos         | exemplo   | estrutura         |       | Fosfolipídeos de cadeia insaturadas dificultam o empacotamento da membrana plasmática, contribuindo para a sua fluidez                                                                        |        |
| lipídeos         | conceito  | composição        | C     | Esterois e colesterol | [ 2 ]  |
| lipídeos         | exemplo   | composição        |       | O colesterol, em concentrações altas, confere rigidez à membrana. Todavia, em concentrações baixas, causa uma desestabilização dos fosfolipídeos, tornando a membrana plasmática mais fluida. |        |
| lipídeos         | conceito  | composição        | B     | As membranas de células diferentes tem composição e proporção de fosfolipídeos diferentes. | [ 2 ]  |
| lipídeos         | exemplo   | funçao            | C     | Membranas isolantes elétricas tem muito lipídeo, membranas de sintese de ATP tem muita proteína.                                                                                              |        |
| lipídeos         | conceito  | composição        | C     | Membranas lipídicas diferentes (plasmática, retículo, golgi, etc) também tem composição diferente.                                                                                            | [ 2 ]  |
| lipídeos         | exemplo:  | composição        | C     | Existem sondas fluorescentes seletivas para cada compartimento celular. |        |
| lipídeos         | conceito  | composição        | B     | As duas faces das membranas lipídicas tem composição diferente ( assimetria devido a diferentes tipos de fosfolipídeos e a presença de glicolipídeos e glicoproteínas)                        | [ 2 ]  |
| lipídeos         | exemplo   | funçao            | C     | A transferência de fosfatidilserina para a face externa da membrana das hemácias sinaliza apoptose entre outros fenômenos                                                                     | [ 8 ]  |
| lipídeos         | exemplo:  | funçao            | C     | Lipídeos como sinalizadores: saída da membrana |        |
| lipídeos         | conceito: | composição        | A     | Microdomínios de membrana: RAFTs - são regiôes menos fluidas da membrana ricas em colesterol, esfingolipídeos e fosfolipídeos com cadeias de ác graxo longas e saturadas.                     | [ 9 ]  |
| açucares         | conceito  | composição        | B     | Açucares são moleculas ramificadas e rígidas, com papel na sinalização e proteção | [ 10 ] |
| açucares         | conceito: | estrutura         | B     | As proteínas que interagem com a membrana são anfipáticas ou interagem com moléculas anfipáticas                                                                                              |        |
| açucares         | conceito: | estrutura         | B     | Estrutura das proteínas transmembranas: alfa-hélice, com passagens múltiplas (unipasso, multipasso)                                                                                           |        |
| proteínas        | discussão | composição        | B     | Proteínas integrais X periféricas ou intrínsecas ou extrínsecas | [ 10 ] |
| proteínas        | exemplo   | composição        | B     | caudas lipídicas das proteínas |        |
| proteínas        | conceito  | função            | B     | interconversão de energia: ATP = força, movimento X diferença de concentração | [ 2 ]  |
| proteínas        | discussão | função            | B     | Transporte através da membrana: gasto energético | [ 2 ]  |
| proteínas        | conceito  | função            | B     | ligação com citoesqueleto e MEC ou outra célula |        |
| proteínas        | conceito  | estrutura         | C     | currais submembranares |        |

1. ↑  Mermelstein, Claudia; Costa, Manoel Luis (abril de 2017). «Analysis of undergraduate cell biology contents in Brazilian public universities». Cell Biology International (em inglês) (4): 361–368. ISSN 1065-6995. doi:10.1002/cbin.10720. Consultado em 2 de março de 2025
2. 1 2 3 4 5 6 7 8 9 10 11 12 13  «Membrana plasmática». Wikipédia, a enciclopédia livre. 15 de maio de 2024. Consultado em 7 de julho de 2025
3. ↑  Singer, S.J.; Nicolson, Garth L. (1972). «THE FLUID MOSAIC MODEL OF THE STRUCTURE OF CELL MEMBRANES  Reprinted with permission from Science, Copyright AAA, 18 February 1972, Volume 175, pp. 720–731.». Elsevier: 7–47. ISBN 978-0-12-207250-5. Consultado em 3 de março de 2025
4. 1 2 3 4  «Fosfolípido». Wikipédia, a enciclopédia livre. 14 de agosto de 2024. Consultado em 7 de julho de 2025
5. ↑  Pomorski, Thomas Günther; Nylander, Tommy; Cárdenas, Marité (março de 2014). «Model cell membranes: Discerning lipid and protein contributions in shaping the cell». Advances in Colloid and Interface Science: 207–220. ISSN 0001-8686. doi:10.1016/j.cis.2013.10.028. Consultado em 3 de março de 2025
6. ↑  Verkman, A. S. (maio de 2008). «Mammalian aquaporins: diverse physiological roles and potential clinical significance». Expert Reviews in Molecular Medicine. ISSN 1462-3994. doi:10.1017/s1462399408000690. Consultado em 3 de março de 2025
7. ↑  Lollike, Karsten; Lindau, Manfred (dezembro de 1999). «Membrane capacitance techniques to monitor granule exocytosis in neutrophils». Journal of Immunological Methods (1-2): 111–120. ISSN 0022-1759. doi:10.1016/s0022-1759(99)00169-6. Consultado em 3 de março de 2025
8. 1 2  «Fosfatidilserina». Wikipédia, a enciclopédia livre. 18 de novembro de 2023. Consultado em 7 de julho de 2025
9. ↑  Rajendran, Lawrence; Simons, Kai (15 de março de 2005). «Lipid rafts and membrane dynamics». Journal of Cell Science (6): 1099–1102. ISSN 1477-9137. doi:10.1242/jcs.01681. Consultado em 3 de março de 2025
10. 1 2  «Glicoproteína». Wikipédia, a enciclopédia livre. 1 de maio de 2025. Consultado em 7 de julho de 2025